# Tupanatinga
Tupanatinga is een gemeente in de Braziliaanse deelstaat Pernambuco. De gemeente telt 19.026 inwoners (schatting 2009).